# Saint-Maclou-de-Folleville
Saint-Maclou-de-Folleville är en kommun i departementet Seine-Maritime i regionen Normandie i norra Frankrike. Kommunen ligger i kantonen Tôtes som tillhör arrondissementet Dieppe. År 2022 hade Saint-Maclou-de-Folleville 609 invånare.

## Befolkningsutveckling
Antalet invånare i kommunen Saint-Maclou-de-Folleville
| Referens: INSEE |